# All your base are belong to us

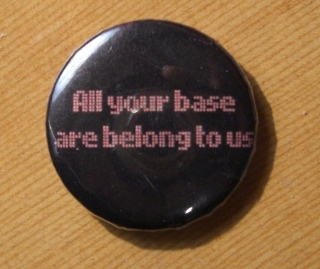
'All your base are belong to us'

‘All your base are belong to us’(올 유어 베이스 아 빌롱 투 어스, ‘All Your Base’, ‘AYBABTU’)는 2001년과 2002년에 열렬한 인터넷 밈이었던 문장이다. 이것의 원본이 퀵타임 동영상으로 인터넷에 공개되자, 이를 바탕으로 인터넷에서 가장 널리 퍼진 플래시 동영상이 만들어졌다.
인터넷에서는 한동안 ‘All your base are belong to us’나 ‘For great justice’ 따위의 문장을 다른 그림이나 사진에 합성한 것들이 폭발적으로 만들어지고 퍼졌다. 이 현상은 일본의 토아플랜(Toaplan)에서 1992년에 유럽용으로 판매한 메가 드라이브용으로 만든 비디오 게임인 제로윙의 영어 버전에 나오는 대사가 어법·문법적으로 엉망진창이라는 것 때문에 시작되었다. 이 엉터리 문장의 정확한 표현은 "All of your bases have been taken over by CATS." 로 알려졌다.
스타크래프트 II에 등장하는 테란 유닛 밤까마귀의 대사로도 등장하며 한국어판에서는 ‘모든 너 기지 다 내꺼다요’로 번역되었다.

## 기원
이 문장은 게임 도입부 영상에서 등장하고, 도입부의 문장들은 전체적으로 문법에 맞지 않게 번역되어 있다. 1998년 인터넷에서 이것에 대한 이야기가 시작되었고, 1998년 후반에 이 문장은 많은 인터넷 게시판에서 등장하였다. 2000년도에, 캐나다 Gabba 음악 그룹 The Laziest Men on Mars가 〈Invasion of the Gabber Robots〉라는 곡에 우에무라 다츠야가 작곡한 제로윙의 게임 음악과 도입부 대사들을 샘플로 사용하였다.

## 대사
왼쪽은 원래 게임에 등장했던 대사를 한국어로 번역한 것이고 오른쪽은 원래의 일본어 대사를 문법에 맞게 한국어로 번역한 것이다.
| 원래 대사 해설자: 서기 2101년에, 전쟁은 시작되고 있었다. (In A.D. 2101, War was beginning.) 함장: 무엇 일어나다? (What happen?) 기계공: 누군가 우리를 폭탄을 설치했습니다. (Somebody set up us the bomb.) 운영자: 신호를 잡는다. (We get signal.) 함장: 뭐! (WHAT!) 운영자: 켜다 주 화면. (Main screen turn on.) 함장: 너다!! (It's YOU !!) CATS: 잘 지내십니까 신사분들!! (How are you gentlemen !!) CATS: 모든 네 기지는 우리에게 속한다이다.(혹은 모든 네 기지 다 내 거다요)( ALL YOUR BASE ARE BELONG TO US ) CATS: 너는 파괴로 가는 길 위에 있다. ( You are on the way to destruction.) 함장: 네가 말하는 것! (What you say !!) CATS: 넌 살아남을 기회가 없다 너의 시간을 만들라. (You have no chance to survive make your time.) CATS: 하-하-하-하... (HA HA HA HA ....) 운영자: 함장님!! (Captain !!) 함장: 모든 '지그'를 출격시켜라! (Take off every 'ZIG' !!) 함장: 너는 네가 하는 안다. (You know what you doing.) 함장: '지그'를 움직여라. (Move 'ZIG'.) 함장: 위대한 정의 위해. (For great justice.) | 다듬어진 대사 서기 2101년― 전쟁은 시작되었다. (西暦2101年― 戦いは始まった。) 함장: 대체 어떻게 된 일인가? (一体どうしたと言んだ？) 기관사: 누군가 몰래 폭발물을 설치한 것으로 보입니다. (何者かによって、爆発物が仕掛けられたようです。) 통신사: 함장님! 통신을 잡았습니다! (艦長！通信が入りました！) 함장: 뭣이? (なにっ？) 통신사: 주화면에 출력됩니다. (メインスクリーンにビジョンが来ます。) 함장: 너, 너는?! (お-お前は！！) CATS: 꽤나 바빠 보이는군? 제군들. (おいそがしそうだね、諸君。) CATS: 연방 정부군의 협력으로, 우리 CATS는 너희 기지 모두를 점령했다. (連邦政府軍のご協力により、君達の基地は、全てCATSがいただいた。) CATS: 오래지 않아 너의 함선 또한 최후를 맞이하게 될거야. (君達の艦も、そろそろ終わりだろう。) 함장: 마, 말도 안 돼..! (ば-ばかなっ・・・！) CATS: 협력에 감사한다. 얼마 남지 않은 목숨을 소중히 여기며 지내도록... (君達のご協力には感謝する。せいぜい残り少ない命を、大切にしたまえ・・・・) CATS: 하하하하하... (ハッハッハッハッハッ ・・・) 통신사: 함장님... (艦長・・・・) 함장: 전 '지그' 부대를 발진하라!! (ZIG全機に発進命令！！) 함장: 이제 그들에게 맡기는 수밖에 없어... (もう彼らに託すしかない・・・ ) 함장: 우리 미래의 희망을... (我々の未来に希望を・・・) 함장: 지그!! 너희를 믿는다! (たのむぞ。ZIG！！) |

## 같이 보기
- 왈도체